# Cyriogonus
Cyriogonus là một chi nhện trong họ Thomisidae.